# Умировский сельсовет
Умировский сельсове́т (баш. Үмәр ауыл советы) — упразднённая в 2008 году административно-территориальная единица и сельское поселение (тип муниципального образования) в составе Бакалинского района. Почтовый индекс — 452672. Код ОКАТО — 80207863000. Объединен с сельским поселением  Килеевский сельсовет. Образован в 1992 году.

## Состав сельсовета
Село Умирово — административный центр.

## История
В 1992 году вышел Указ Президиума ВС Башкирской ССР от 09.01.92 N 6-2/10 «Об образовании Новоиликовского и Умировского сельсоветов в Бакалинском районе». Он, в частности, гласил:

1. Образовать в Бакалинском районе Новоиликовский сельсовет с административным центром в селе Новоиликово и Умировский сельсовет с административным центром в селе Умирово.
2. Включить в состав Новоиликовского сельсовета села Новоиликово и Староиликово, исключив их из состава Килеевского сельсовета.
Включить в состав Умировского сельсовета село Умирово, исключив его из состава Килеевского сельсовета.

3. Установить границы Новоиликовского и Умировского сельсоветов согласно представленной схематической карте. 
В 2008 году произошло обратное движение: выделенные сельсоветы вошли в состав Килеевского сельсовета.
Закон Республики Башкортостан от 19.11.2008 N 49-з «Об изменениях в административно-территориальном устройстве Республики Башкортостан в связи с объединением отдельных сельсоветов и передачей населённых пунктов», ст.1 гласил:

 "Внести следующие изменения в административно-территориальное устройство Республики Башкортостан:
 в) объединить Килеевский, Новоиликовский и Умировский сельсоветы с
сохранением наименования «Килеевский» с административным центром в селе Килеево.
Включить сёла Новоиликово, Староиликово Новоиликовского сельсовета, село
Умирово Умировского сельсовета в состав Килеевского сельсовета.

Утвердить границы Килеевского сельсовета согласно представленной схематической карте.

Исключить из учётных данных Новоиликовский и Умировский сельсоветы 

## Географическое положение
На 2008 год граничил с Республикой Татарстан, с муниципальными образованиями: Килеевский сельсовет, Новоиликовский сельсовет
(«Закон Республики Башкортостан от 17.12.2004 N 126-з (ред. от 19.11.2008) „О границах, статусе и административных центрах муниципальных образований в Республике Башкортостан“»).